# Francisco Córdova López
Francisco Córdova López (Daimiel, 1838 - ¿?), periodista y político demócrata español del siglo XIX.

## Biografía
Fue colegial del Seminario de Toledo, pero la lectura de Jean Jacques Rousseau le hizo abandonar los estudios eclesiásticos y pasar a Madrid, donde se hizo abogado, aunque abandonó esta profesión por el periodismo. 
Fue miembro del Comité Republicano Federal de Madrid y uno de los líderes del levantamiento federalista de 1869, en el que se encargó de dirigir el Boletín Revolucionario. Estuvo en la reunión de algunos obreros madrileños con Giuseppe Fanelli que fue origen de la sección madrileña de la AIT. Este le puso en contacto con Bakunin. 
Fue denunciado como miembro de la Alianza de la Democracia Socialista, en la que había ingresado entre febrero y agosto de 1869. 
Su trayectoria periodística se desarrolló siempre dentro de la prensa demócrata, republicana y federal: dirigió el periódico madrileño La Salud Pública. Diario Político de la Tarde (1865-1866), suspendido durante los meses de diciembre y enero, en el que defiende las ideas de Francisco Pi y Margall; fundó y dirigió La Revolución. Diario Republicano (1868-1869) y fundó La Democracia Republicana. Diario Federal (1869-1870). Después dirigió El Huracán. Diario Republicano Federal (1869-1870) y El Tribunal del Pueblo, y fue redactor de El Combate (noviembre-diciembre de 1870), periódico ultraizquierdista que se señaló por sus violentos ataques a Amadeo I y sobre todo a su valedor, el general Juan Prim. 
Escribió también en El Amigo del Pueblo (1868-18-69), según Hartzenbusch. Compuso dos novelas: La corona real de Hungría. novela original de costumbres. Madrid, 1860, un folletín sentimental sin importancia literaria alguna, aunque con destellos de estilo y algún contenido social, y Los proletarios: novela filosófico social, Madrid, 1870, 2 vols. Más numerosos son sus opúsculos políticos, el más importante de los cuales es Verdad, vonceniencia y justicia. Cartas políticas dirigidas a los electores del distrito de Alcázar de San Juan, prohibidas por el ministerio Narváez y publicadas después en el periódico la Democracia, Madrid, 1865, editada dos veces el mismo año en imprentas distintas. También escribió La conspiración republicana: proclamas de los meses de junio, julio y agosto de 1868. Madrid, 1868. Las antinomias constitucionales, Madrid, 1871. El proceso del partido progresista y la soberanía nacional. Artículos publicados en el periódico El Combate. Madrid, 1871. Una fecha fatídica: ¡Diez y seis de noviembre de mil ochocientos setenta! Madrid, 1871. La salvación del pueblo o la república democrática federal. Madrid, 1871. La verdadera revolución. Artículos publicados en el periódico El Combate. Folleto dedicado a la juventud española, Madrid, 1871. en colaboración con Juan Vasco y Recio publicó también Cuatro páginas acerca de la pena de muerte y la de cadena perpetua dedicadas a Vicenta Sobrino, procesada por el homicidio consumado en la persona de su ama Doña Vicenta Calza en la calle del Fúcar. Madrid, 1864.